# Monges Mínimes
Les Monges de l'Orden dels Mínims o Segon Orde dels Mínims (en llatí Moniales Ordini Minimorum) és un orde mendicant femení de clausura, branca femenina de l'Orde dels Mínims. Les monges mínimes posposen al seu nom les sigles O.M.

## Història
El segon orde dels mínims, femení, va tenir el seu origen en un grup de joves d'Andújar (província de Jaén, Andalusia) que se sentiren atretes pel tipus de vida dels frares mínims. Es retiraren en 1495 a un convent aixecat on hi havia l'ermita de Santa Elena, finançat pel comte Pedro de Lucena Olid, que havia estat ambaixador de Ferran el Catòlic a França i que, a Plessis, havia fet amistat amb Francesc de Paula. El grup de joves estava dirigit per María i Francisca Valenzuela, nebodes del comte, que coneixien pel seu oncle l'obra del fundador. Constituïren una comunitat de terciàries, sense vots.

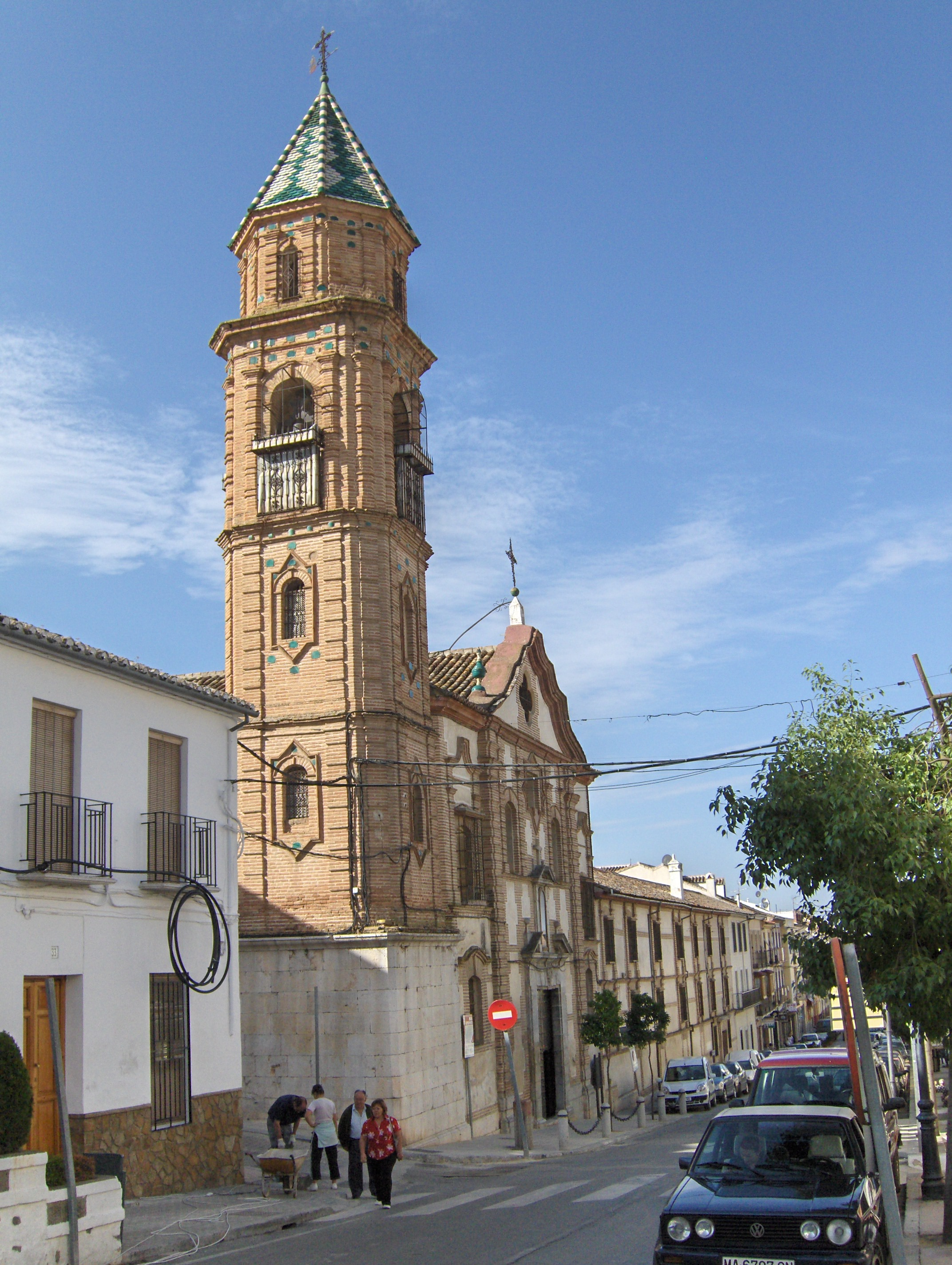
Convent de Mínimes d'Archidona.

No obstant això, volien fer una vida religiosa plena i dedicar-la enterament a la contemplació i la pregària, amb la pràctica del silenci evangèlic i la vida quaresmal d'abstinència perpètua. Demanaren, llavors, a Francesc de Paula d'ésser acollides a l'Orde dels Mínims i de tenir, com ells, una regla similar on s'especifiqués la voluntat de retir i solitud per dedicar-se a la vida contemplativa, assumint que seria una comunitat de clausura estricta. Francesc de Paula contestà amb una carta on en manifestava la complaença i els donava instruccions per iniciar la vida comunitària, enviant-los rosaris i la recomanació de pregar per la pau i la concòrdia entre les nacions.
Començaren la vida en comunitat l'11 de juny del 1495 a la casa de Pedro de Lucena, després convertida en monestir amb el títol de Jesús Maria. Francesc de Paula va demanar l'aprovació pontifícia per a la nova branca de Germanes de l'Orde dels Mínims, amb regla pròpia que escrigué ell mateix. El 28 de juliol de 1506, Juli II aprovà l'orde i la regla amb la butlla Inter caeteros.
Pius XII, a mitjan segle xx, va exhortar al breu Sponsa Christi que les comunitats de vida contemplativa s'obrissin a l'ajut recíproc mitjançant la creació de federacions. Les monges mínimes començaren a treballar en una reunió a Barcelona l'1 de maig de 1956 i el 6 de setembre es crea la Federació de les Monges Mínimes d'Espanya, a la que seguí poc després la federació italiana. Entre les vies de col·laboració previstes hi ha la formació inicial i permanent comuna, la cessió temporal de monges o l'intercanvi de mitjans formatius i econòmics.

## Carisma i difusió
Les monges mínimes es dediquen a la vida contemplativa amb un caire ascètic molt auster. L'austeritat i la vida quaresmal impliquen una total conversió envers Déu: el quart vot de l'orde és, de fet, el de fer aquesta vida quaresmal, amb dejunis, rigor i abstinència durant tota la vida, no només en quaresma. Practiquen l'oració contínua, per a elles mateixes, conreant el diàleg intern, i la pregària pública en els oficis, a més del silenci per afavorir el recolliment i la meditació.
Avui, les monges mínimes són presenta a: Espanya (vuit cases: Andújar (1495), Jerez de la Frontera (Cadis, 1524), Sevilla (1545), Archidona (Màlaga, 1551), Antequera (Màlaga, 1601), Barcelona (1623), Daimiel (Ciudad Real, 1627), Valls (Tarragona, 1681), Móra d'Ebre (Tarragona, 1894); Itàlia (tres: Grottaferrata (Roma, 1724), Todi (1746) i Paola (Cosenza, 1993)), Filipines (a Lipa, Batangas, 2000) i el monestir de Saltillo (Mèxic, 2006).

### Presència a Catalunya
El primer monestir català fou el de Jesús Maria, a Barcelona, fundat el 1623 per monges procedents d'Antequera: Francesca de l'Esperit Sant, Maria de la Santíssima Trinitat i Maria de Sant Josep. Des de llavors, amb canvis d'emplaçament, continua obert. El de Valls, obert en 1681 per cinc monges de Barcelona està dedicat a la Immaculada Concepció. D'aquí sorgí la venerable Filomena Ferrer i Galzeran, que va impulsar la fundació del monestir de Móra d'Ebre en 1894. A Barcelona, hi ha el Monestir de les Mares Mínimes.